# پل جی. هتفیلد
پل جی. هتفیلد (به انگلیسی: Paul G. Hatfield) سناتور سابق عضو حزب دموکرات ایالات متحده آمریکا بود. وی در سال 1978 میلادی سناتور ایالت مونتانا در سنای ایالات متحده آمریکا بود.